# Salenia
Salenia is een geslacht van zee-egels, en het typegeslacht van de familie Saleniidae.

## Soorten
- Salenia alcaldei Sánchez Roig, 1949 †
- Salenia alta Hassan, 1969 †
- Salenia baylissi Smith & Wright, 1990 †
- Salenia cottreaui Lambert, 1931 †
- Salenia dux Wright, 1967 †
- Salenia globosa Tate, 1891 †
- Salenia hagenowi Nestler, 1965 †
- Salenia hawkinsi Checchia-Rispoli, 1948 †
- Salenia heberti Cotteau, 1861 †
- Salenia hondoensis Cooke, 1953 †
- Salenia intermedia Hassan, 1969 †
- Salenia kansasense Twenhofel, 1924 †
- Salenia lamberti Checchia-Rispoli, 1932 †
- Salenia leanderensis Ikins, 1940 †
- Salenia lobosa Nestler, 1965 †
- Salenia mathuri Chiplonker, 1937 †
- Salenia nipponica Morishita, 1965 †
- Salenia novemprovincialis Nisiyama, 1966 †
- Salenia persica Clegg, 1933 †
- Salenia petalifera (Desmarest, 1825) †
- Salenia phillipsae Whitney & Kellum, 1966 †
- Salenia pseudowhitneyi Ikins, 1940 †
- Salenia schencki Zullo, Kaar, Durham & Allison, 1964 †
- Salenia scotti Ikins, 1940 †
- Salenia similis (White, 1887) †
- Salenia somaliensis Hawkins, 1935 †
- Salenia stenzeli Ikins, 1940 †
- Salenia taurica Weber, 1934 †
- Salenia trigonata L. Agassiz, 1838 †
- Salenia trigonopyga Lambert, 1933 †
- Salenia unicolor Mortensen, 1934
- Salenia whitneyi Cannon, 1940 †